# Euphorbia leistneri
Euphorbia leistneri es una especie fanerógama perteneciente a la familia de las euforbiáceas. 

## Distribución geográfica
Es endémica de Sudáfrica en la Provincia del Cabo. Su natural hábitat es subtropical o tropical seco en zonas de arbustos.  Está amenazado por la pérdida de hábitat.

## Descripción
Es una planta perenne, arbustiva con tallos suculentos que alcanza un tamaño de  0.3 - 1 m de altura a una altitud de  +/- 1080 metros.

## Taxonomía
Euphorbia leistneri fue descrita por R.H.Archer y publicado en South African Journal of Botany 64: 258. 1998.
Etimología
Euphorbia: nombre genérico que deriva del médico griego del rey Juba II de Mauritania (52 a 50 a. C. - 23), Euphorbus, en su honor – o en alusión a su gran vientre –  ya que usaba médicamente Euphorbia resinifera. En 1753 Carlos Linneo asignó el nombre a todo el género.
leistneri: epíteto otorgado en honor de Otto Albrecht Leistner (1931- ), botánico de origen alemán que emigró muy joven a África. Ha sido editor de prestigiosas revistas como Bothalia y Strelitzia y autor de numerosas publicaciones sobre la flora de Sudáfrica.